# 파리에서 생긴 일 (드라마)
《파리에서 생긴 일》(如若巴黎不快乐)은 2018년 방송되었던 중국의 드라마이다.

## 줄거리
- 변호사인 롼만쥔은 사랑에 눈이 멀어 남자친구 회사의 재정적 위기를 돕고자 불법 행위를 저질러 변호사 자격을 잃는다. 롼만쥔 인생이 가장 힘겨울 때 사랑으로 상처받은 퉁줘야오가 나타난다. 롼만쥔은 능력 있는 퉁줘야오의 도움의 손길을 뿌리치고 배달원부터 시작해 무역 회사 직원이 된다. 롼만쥔은 열심히 노력해서 회사의 핵심 인물이 되지만, 모든 걸 포기하고 변호사 시험을 새로 봐서 다시 변호사가 되는데...

## 등장 인물
- 장한 - 퉁줘야오 역
- 칸칭쯔 - 롼만쥔 역
- 린위선 - 다이징제 역
- 장아매 (张雅玫) - 예제바이 역
- 류장덕 (刘长德) - 위안정밍 역
- 유엽 (刘烨) - 리다다 역
- 리잉 (李颖) - 린루윈 역
- 장국주 (張國柱) - 종리타오 역
- 곽자천 (郭子千) - 허시지아 역
- 마오쥔제 - 통페이후이 역